# Lobos du Nouveau-Mexique
Pour les articles homonymes, voir Lobos (homonymie).
Les Lobos du Nouveau-Mexique (en anglais : New Mexico Lobos) sont un club omnisports universitaire de l'Université du Nouveau-Mexique à Albuquerque au Nouveau-Mexique. Les équipes des Lobos participent aux compétitions universitaires organisées par la National Collegiate Athletic Association. L'université fait partie de la Mountain West Conference. 
Le surnom de Lobos (loups en espagnol) fut adopté en 1920.
Les basketteurs furent champions de conférence MWC en 2005 tandis que les féminines remportèrent le titre MWC en 2004 et 2005.